# Pirassununga
Pirassununga är en stad och kommun i Brasilien och ligger i delstaten São Paulo. Kommunens folkmängd uppgick år 2014 till cirka 74 000 invånare. I staden finns São Paulos universitet och strax öster om staden Brasiliens Flygvapenakademi. Pirassununga är också en viktig stad för landets cachaçaproduktion.

## Administrativ indelning
Kommunen var år 2010 indelad i två distrikt:
- Cachoeira de Emas
- Pirassununga